# Ngã tư Đức Hòa
Ngã tư Đức Hòa là một di tích lịch sử tọa lạc tại giao lộ giữa đường tỉnh 824 và đường tỉnh 825 thuộc khu phố 3, thị trấn Đức Hòa, huyện Đức Hòa, tỉnh Long An, Việt Nam.

## Lịch sử
Tại đây vào ngày 4 tháng 5 năm 1930, hai nhà cách mạng Châu Văn Liêm (khi đó là Bí thư liên tỉnh Gia Định – Chợ Lớn) và Võ Văn Tần (khi đó là Bí thư Quận ủy Đức Hòa) lãnh đạo hơn 5.000 nông dân Đức Hòa tập trung trước dinh quận trưởng đấu tranh chống sưu cao thuế nặng, chống đàn áp. Cuộc biểu tình bị đàn áp đẫm máu, Châu Văn Liêm cùng nhiều người biểu tình đã hi sinh.
Ngày 5 tháng 9 năm 1989, Bộ Văn hóa Thông tin ra Quyết định số 1570/QĐ-VH công nhận khu vực Ngã tư Đức Hòa là di tích lịch sử cấp Quốc gia.
Để phát huy giá trị lịch sử khu di tích, năm 1995, Sở Văn hóa – Thông tin Long An (nay là Sở Văn hóa, Thể thao và Du lịch) đã xây dựng và thực hiện dự án bảo tồn tôn tạo di tích Ngã tư Đức Hòa. Từ đó đến nay, nhiều hạng mục của khu di tích như tượng đài Võ Văn Tần có chiều cao 10 m, khu công viên, cổng công viên, hàng rào bảo vệ, phù điêu tái hiện cuộc biểu tình ngày 4 tháng 5 năm 1930, phòng trưng bày, đài xử bắn,... đã được tiến hành thi công, hiện đã hoàn thành. Đồng thời các di tích gốc như nhà dinh quận Đức Hòa, hệ thống lô cốt,... cũng được trùng tu.